# Madison Square
Madison Square er en offentlig plads i New York City. Den er dannet, hvor 5th Avenue og Broadway møder 23th Street på Manhattan. Pladsen er opkaldt efter James Madison, USA's fjerde præsident. Pladsens centrale område er Madison Square Park, en 2,5 ha stor offentlig park, som afgrænses mod øst af Madison Avenue (hvis begyndelse findes ved parkens sydøstlige hjørne ved 23th Street), mod syd af 23th Street, mod vest af 5th Avenue og Broadway, hvor de krydser hinanden, samt mod nord af 26th Street.
Parken og pladsen udgør den nordligste del af Flatiron-bydelen på Manhattan. Bydelen nord og vest for parken er NoMad ("NOrth of MADison Square Park"), bydelen mod nord og øst er Rose Hill.
Madison Square er nok internationalt mest kendt for at lægge navn til det store sportsanlæg Madison Square Garden. Den nuværende udgave af dette ligger ikke ved pladsen, men de første to udgaver (fra henholdsvis 1879 og 1890) lå lige nord for pladsen indtil 1925. Af markante bygninger omkring Madison Square kan nævnes Flatiron Building, International Toy Center, New York Life Building, Merchandise Mart, Appellate Division Courthouse, Met Life Tower samt den 50-etagers luksuslejlighedsbygning One Madison.